# Flesh for Fantasy
Az Flesh For Fantasy a brit rockénekes, Billy Idol harmadik kislemeze a Rebel Yell című nagylemezéről. Eredetileg egy gyorsabb, rockosabb alapú dalnak szánták, az erről készült felvétel a Rebel Yell album Expanded Edition-jére is felkerült. Végül a lassabbhangulatosabb változat került lemezre. "Below The Belt Remix"-e a klubokban is jól teljesített.

## Változatok
- Brit 7" kislemez

1. "Flesh For Fantasy"
2. "The Dead Next Door"

- Nemzetközi 12" kislemez

1. "Flesh For Fantasy"
2. "Blue Highway"